# Mark Hylton
Mark Hylton (né le 24 septembre 1976 à Slough, Angleterre) est un athlète britannique spécialiste du 400 mètres.

## Palmarès

### Jeux olympiques d'été
- Athlétisme aux Jeux olympiques de 1996 à Atlanta,  États-Unis
  -  Médaille d'argent du relais 4 × 400 m[1]

### Championnats du monde
- Championnats du monde d'athlétisme 1997 à Athènes :
  -  Médaille d'or du relais 4 × 400 mètres (a participé aux séries)

### Championnats d'Europe d'athlétisme
- Championnats d'Europe d'athlétisme 1998 à Budapest,  Hongrie
  -  Médaille d'or du relais 4 × 400 m

### Championnats d'Europe espoirs d'athlétisme
- Championnats d'Europe espoirs d'athlétisme 1997 à Turku,  Finlande
  -  Médaille d'or sur le 400 m